# انفضاض

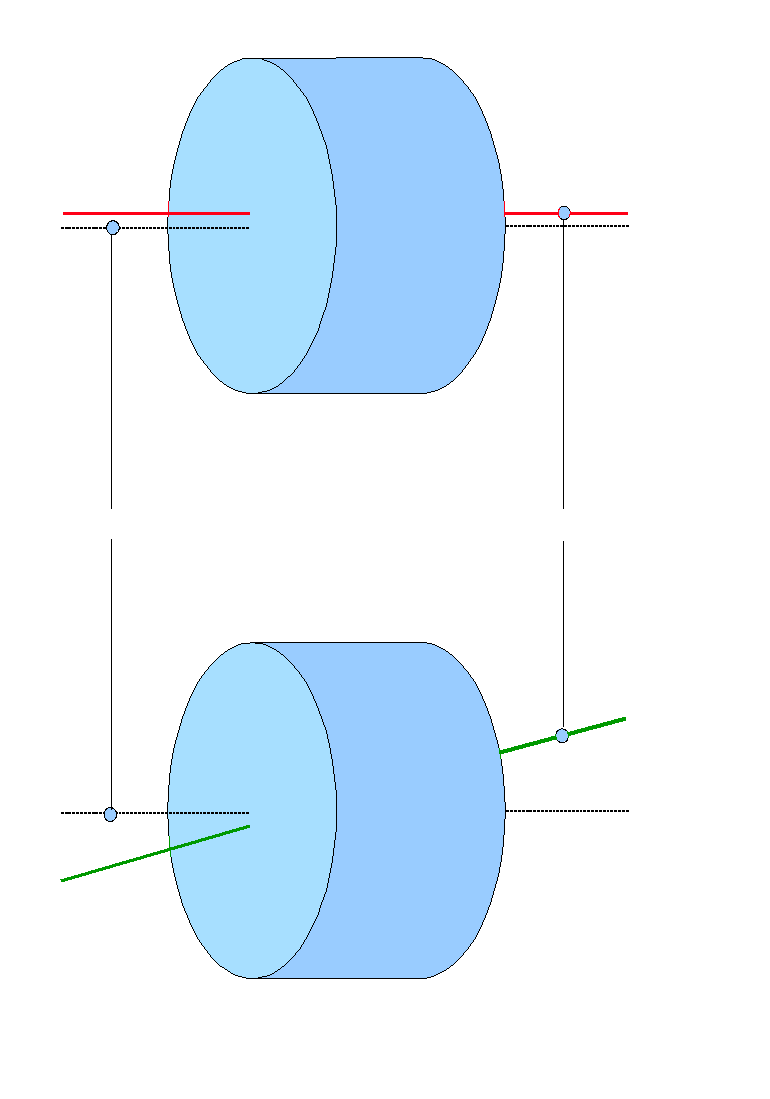
أعلى: انفضاض شعاعي
أسفل: انفضاض محوري
محور رئيس

الرمز التقني للانفضاض

الانفضاض (بالإنجليزية: Run-out, runout) هو عدم دقة في الأنظمة الميكانيكية الدوارة، وتحديدًا عدم دوران العُدَّة أو العمود بدقة بشكل متوافق تمامًا مع المحور الرئيس. على سبيل المثال؛ عند الثَّقْب، سيؤدي الانفضاض إلى ثقب أكبر من القطر الاسمي للمثقب بسبب دوران المثقب لاتمركزيًا (خارج المحور بدلًا من الدوران حول المحور الرئيس). في حالة المحامل، سيؤدي الانفضاض إلى اهتزاز الآلة وزيادة الأحمال على المحامل.
يعتبر الانحراف ديناميكيًا ولا يمكن تعويضه. إذا لم يتمكن أحد المكونات الدوارة، مثل ظرف المثقب، من تثبيت المثقب في الوسط، فسوف يدور المثقب الدوار حول محور ثانوي أثناء دورانه.
إن التوافق المطلق أمر مستحيل؛ فدائمًا ما يوجد قدر من الخطأ.